# Mark Carleton-Smith
Sir Mark Carleton-Smith (Bielefeld, 9 febbraio 1964) è un generale britannico, che ha servito in precedenza come direttore delle forze speciali britanniche, è divenuto capo dello stato maggiore generale del British Army (Chief of the General Staff) nel giugno 2018 sostituendo il generale Nick Carter.

## Biografia
Smith è nato nel 1964 a Bielefeld nell'allora Germania Ovest figlio del Maggior generale Michael Carleton-Smith. Ha iniziato la sua educazione militare al liceo cadetti di Cheltenham; in seguito ha frequentato il liceo di Eton, una scuola pubblica per tutti i ragazzi. Nel 1982, si è immatricolato al liceo di Hatfield, Durham per intraprendere un Degree in politica e storia moderna. Si è graduato all'Università di Durham con un Bachelor of Arts di secondo grado basso nel 1985.